# GIFA Palermo
El GIFA Palermo es un club de waterpolo italiano. Tiene su sede en Palermo.

## Historia
El club se funda en 1979. El deporte predominante empezó siendo el waterpolo masculino, pero en 2009 es el waterpolo femenino, con un equipo en la serie A1.
Las temporadas 2000 y 2002 se proclama campeón de la copa LEN de waterpolo femenino.
En 2004 recibe la medalla de bronce del CONI (Comité Olímpico Nacional Italiano).

## Palmarés
- 2 veces campeón de la copa LEN de waterpolo femenino (2000 y 2002)